# Janne Teller
Janne Teller (Koppenhága, 1964. április 8. –) dán írónő. [forrás?]

## Életpályája
Eredetileg makro-közgazdaságtannal foglalkozott. Az ENSZ és az Európai Unió szolgálatában részt vett különböző konfliktusok megoldásában szerte a világon, különösen Afrikában. 1995 óta kizárólag irodalommal és írással foglalkozik.
 
Éveken át tagja volt a Dán Fikció-írók Szövetsége illetve a dán Pen Club elnökségének, valamint a Lettre International nevű intellektuális magazinnak.
Számos országban lakott már, Brüsszeltől, Párizstól, Milánótól egészen Dar es-Salaamig és Maputoig. 
 

## Munkássága

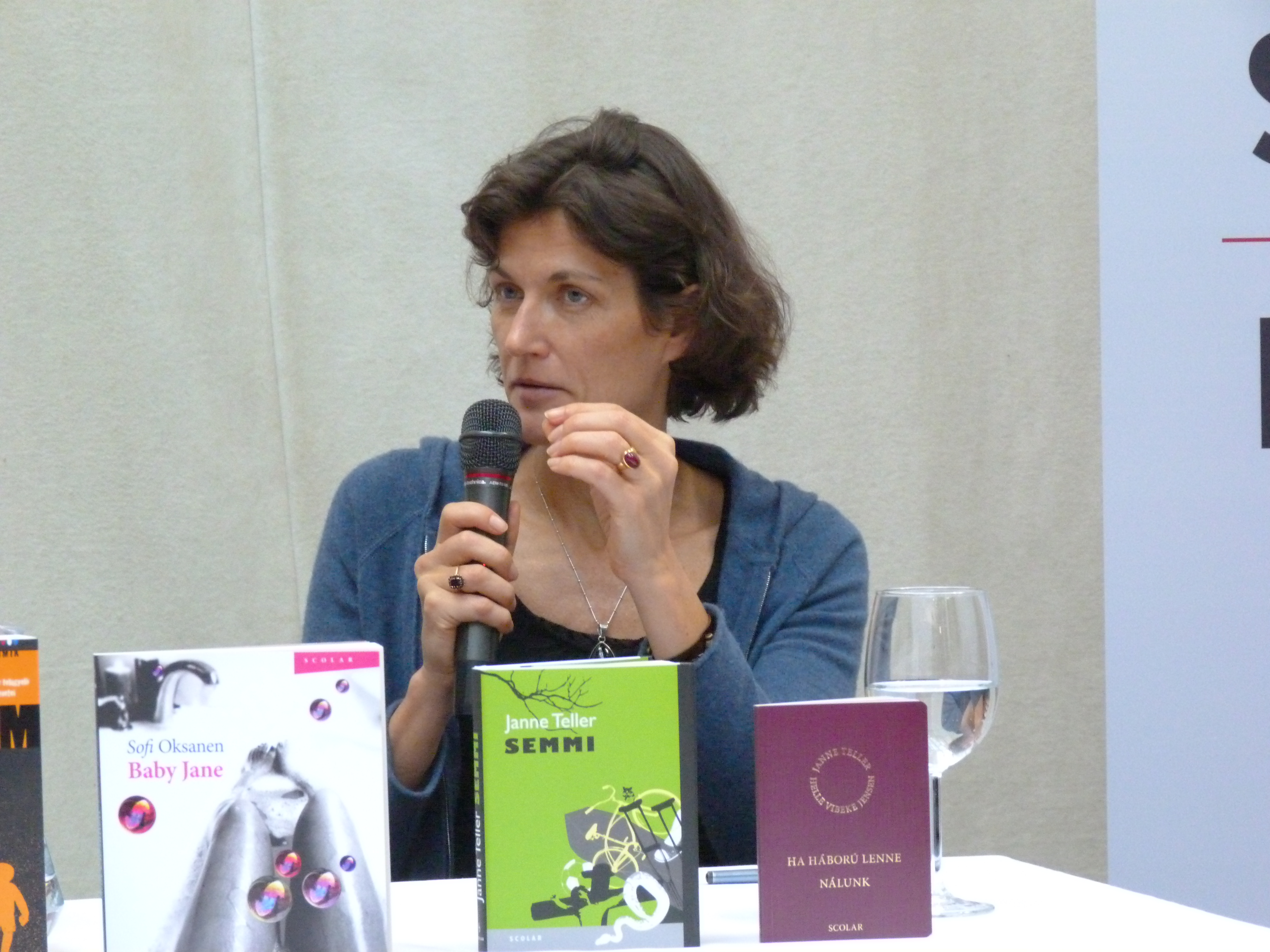
Janne Teller Budapesten, 2012

## Bibliográfiája

### Regények
- Odin's island. (Odins ø, 1999); angol fordítás 2006
- Nothing
  - Semmi; ford. Weyer Szilvia; Scolar, Bp., 2011
- Hvis der var krig i Norden (2004)
  - Ha háború lenne nálunk; ford. Weyer Szilvia; Scolar, Bp., 2012
- Kattens tramp (2004)
  - Macskaköröm; ford. Rajki András; Scolar, Bp., 2017
- Kom (2008)

### Egyéb könyvei
- Why?, Gyldendal 2007
- To See the One Who Sees You,Kunstf Gl. Strand, 2006
- Write Your Devil, (társszerkesztő és közreműködő), People’sPress, 2004
- Alt 2013*Macskaköröm; ford. Rajki András; Scolar, Bp., 2017
  - Minden; novellák; ford. Weyer Szilvia; Scolar, Bp., 2015

### Válogatott esszéi
- Between the Lines. Lettre International, Németország, 2012
- Europe, who are you? Die Welt, Németország / Politiken, Denmark, 2012
- Little Brother is watching you. Cicero, Németország/ Politiken, Dánia 2011 január
- The Power of Art, the Art of Power. Politiken, Dánia 2009 március
- On Quality and Literature. Danish Teachers’ Magazine, Dánia, 2007
- May Muhammad have Mercy on My Country. Information, Dánia, 2006 február